# شیخ ابراهیم بازارعربزهی
شیخ ابراهیم بازارعربزهی، روستایی در دهستان پلان بخش پلان شهرستان چابهار در استان سیستان و بلوچستان ایران است.

## جمعیت
بر پایه سرشماری عمومی نفوس و مسکن در سال ۱۳۹۵، جمعیت این روستا برابر با ۱۶۵ نفر (۶۰ خانوار) بوده‌است.